# Neue Schriften der naturforschenden Gesellschaft zu Halle
Neue Schriften der naturforschenden Gesellschaft zu Halle (abreviado Neue Schriften Naturf. Ges. Halle) fue una revistra ilustrada y con descripciones botánicas que fue editada en Halle. Se publicaron 3 números en los años [1809] 1811-1817.